# Cystangium sessile
Cystangium sessile är en svampart som först beskrevs av Massee & Rodway ex Rodway, och fick sitt nu gällande namn av Singer & A.H. Sm. 1960. Cystangium sessile ingår i släktet Cystangium och familjen kremlor och riskor.   Inga underarter finns listade i Catalogue of Life.